# Instituto de Estudios Africanos
El Instituto de Estudios Africanos, abreviado IDEA, fue un organismo público español de estudios africanos, vinculado al Consejo Superior de Investigaciones Científicas y que centró sus investigaciones en las colonias africanas del país. Fundado el 28 de junio de 1945, durante el «primer franquismo», fue dirigido por José Díaz de Villegas y Bustamante, hasta la muerte de este en 1968. Integrado en 1976 en la Dirección General de Organismos Desaparecidos, habría terminado desapareciendo definitivamente hacia 1983. Publicó dos revistas: África. Revista de estudios hispano-africanos y Archivos del Instituto de Estudios Africanos, la primera de intención divulgativa y la segunda con un carácter más científico y técnico.
Sus fines, según aparecían recogidos en el decreto publicado en el Boletín Oficial del Estado con la rúbrica de Francisco Franco, habrían sido:

a) El estudio, investigación y exploración científica de los territorios de Africa de Protectorado y Soberanía, secundando la acción oficial.

b) Asesorar a los Organismos oficiales en cuantas cuestiones de índole científica sea requerido y proponer, en su caso, las iniciativas que estime pertinentes.

c) Organizar eventualmente cursos y dirigir estudios de especialización colonial cuando se soliciten por las Autoridades, según las necesidades que éstas fijarán.

d) La divulgación de los conocimientos africanistas.
Boletín Oficial del Estado (17 de julio de 1945)

## El Museo de África
La Orden de 10 de julio de 1946 reglamenta la organización y funcionamiento del Instituto de Estudios Africanos. En su artículo 13 disponía lo siguiente: "Se crea el Museo de Africa, y abarcará en sus colecciones y exposición la naturaleza e historia africana, constituyendo la mejor pretensión hacia el público y con fines pedagógicos de la labor de todas las secciones que integran el Instituto de Estudios Africanos. Los conservadores del Museo de Africa los nombrará el Director entre el personal técnico del Instituto".
En 1948 se publicó la Orden de 22 de noviembre por la que se dictan normas para la recogida de objetos con destino a la creación del Museo de África, patrocinado por el Instituto de Investigaciones Científicas (Instituto de Estudios Africanos). La idea fundamental era que el Museo se creara con fondos nuevos, sin que por tanto se alterara a la ubicación de los que ya estaban en España. En efecto, “Todos los Institutos y Organismos del Consejo Superior de Investigaciones Científicas, asi como los demás Centros culturales y de investigaciones oficiales metropolitanos que en lo sucesivo realicen investigaciones en África... conservarán en su poder a título de depósito, los materiales que recojan, los cuales quedarán disposición del Instituto de Estudios Africanos hasta que pueda dictaminarse de mutuo acuerdo qué material habrá de quedar en los citados Centros integrando sus colecciones y qué otro pasará en depósito al Instituto para formar el fondo de las colecciones del Museo de Africa, mientras éste no se constituya definitivamente en local apropiado”.
En cuanto a los particulares, "Las personas o entidades privadas que posean repetidos objetos de la índole citada, y los que en el futuro lleguen a poseer material de ésta clase, deberán remitir, para constancia, una relación descriptiva detallada del mismo al Instituto de Estudios Africanos, el cual gozará de derecho de prioridad adquisitiva voluntario que le faculte para la adquisición a favor del Museo de Africa, de los objetos de interés de pertenencia privada, cuyos propietarios desean desprenderse".
El Museo de África se ubicaba en un pabellón situado en la parte trasera del Palacio de Alcalá Galiano, en el número 5 del paseo de la Castellana. Fue un museo efímero. Se inauguró el 17 de julio de 1961 -quince años después de su creación formal-, y sólo doce años después, en 1973, fue clausurado. Generó sus colecciones sobre todo por compras. Las etnográficas pasaron en calidad de depósito temporal al entonces Museo Nacional de Etnología el 27 de noviembre de 1973. Finalmente en 1984 el depósito temporal se convirtió en definitivo y los fondos terminaron en la colección estable del Museo Nacional de Antropología.